# Hansjörg Streif
Hansjörg Streif (* 29. Mai 1939 in Oberkirch) ist ein deutscher Geologe.

## Leben
Streif studierte Geologie und Paläontologie an der Albert-Ludwigs-Universität Freiburg und ging nach dem Diplom (über Mollusken in Griechenland, sowohl in Seen als auch marin) 1964 an das Niedersächsische Landesamt für Bodenforschung. 1967 wurde er promoviert (Limnogeologische Untersuchungen des Seeburger Sees). 1978 wurde er dort zuständig für die geologische Landesaufnahme an der Nordseeküste. 1989 wurde er zum Direktor und Professor ernannt.
Neben seiner Tätigkeit an der Nordsee war er auch für die Bundesanstalt für Geowissenschaften und Rohstoffe in Malaysia, Indonesien, Pakistan, Ghana und im Kamerun in der Lagerstättenprospektion. Ab 2001 beriet er den chinesischen geologischen Dienst in Tientsin.
Für die Kartierung der niedersächsischen Küstenregion der Nordsee entwickelte er mit Jobst Barckhausen in den 1970er Jahren eine Sedimenteinteilung (lithologisches Ordnungsprinzip) als Grundlage der geologischen Kartierung der Küste mit 53 Blättern im Maßstab 1:25.000, wobei er neben einer Karte der Holozänbasis auch eine Profiltypenkarte einführte.
Er befasste sich auch mit Meeresspiegelanstieg und ist Ko-Herausgeber eines Buches über Ursachen des Klimawandels, das „klimaskeptische“ Ansichten vertritt.
1978 wurde er Mitglied der INQUA Subkommission Shorelines of Northwestern Europe, deren Präsident er zeitweise war. Außerdem war er seit 1980 Mitglied der Subkommission Quartärstratigraphie. 1990 bis 1992 leitete er von deutscher Seite den Beitrag zum EG-Southern North Sea Project der Europäischen Union.
2010 erhielt er die Albrecht-Penck-Medaille.

## Schriften
- Das ostfriesische Küstengebiet. Sammlung Geologischer Führer, Gebrüder Borntraeger, Band 57, 2. Auflage 1990.
- mit Ulrich Berner (Herausgeber) Klimafakten. Der Rückblick- ein Schlüssel für die Zukunft., 2001, 4. Auflage, Schweizerbart 2004.
- mit U. Berner, G. Delisle: Klimaänderungen in geologischer Zeit, Zeitschrift für angewandte Geologie,  Band 41, 1995, S. 69–82
- Versuch einer Bilanzierung der Sedimentation im Küstenholozän Ostfrieslands. Geologisches Jahrbuch A, Band 28, 1975.
- mit Bernhard Zimmermann Das Küstenholozän von Rysum/Knock im Gebiet der Emsmündung (Nordsee). Geologisches Jahrbuch A, 1973.
- mit Gerhard Ludwig, Helmut Müller Neuere Daten zum holozänen Meeresspiegelanstieg im Bereich der Deutschen Bucht. Geologisches Jahrbuch D, Band 32, 1979.
- mit Jobst Barckhausen, Horst Preuss Ein lithographisches Ordnungsprinzip für das Küstenholozän und seine Darstellung in Form von Profiltypen. Geologisches Jahrbuch A, Band 44, 1977, S. 45–77.
- Die Profiltypenkarte des Holozäns – eine neue geologische Karte zur Darstellung von Schichtenfolgen im Küstenraum für praktische und wissenschaftliche Zwecke. Die Küste, Band 34, 1979, S. 79–86.
- Stratigraphie und Faziesentwicklung im Küstengebiet von Woltzeten in Ostfriesland. Geologisches Jahrbuch, Beihefte 119, 1971.
- Deutsche Beiträge zur Quartärforschung in der südlichen Nordsee. Geologisches Jahrbuch A, Band 146, 1996.
- Die geologische Küstenkarte von Niedersachsen 1:25000. Eine neue Planungsgrundlage für die Küstenregion. Zeitschrift für Angewandte Geologie, Band 44, 1998, S. 183–194.